# Cassibile (Syrakus)
Cassibile ist eine Fraktion (Ortsteil) von Syrakus in Sizilien. Cassibile hat etwa 4500 Einwohner, die hauptsächlich in der Landwirtschaft oder in Betrieben in Syrakus arbeiten.
Cassibile liegt ca. 15 km südlich vom Stadtkern von Syrakus entfernt. Durch den Ort führt die A18, welche Syrakus im Nordosten mit Noto und Rosolini im Südwesten verbindet und die später entlang der sizilianischen Südküste noch bis Gela weitergeführt werden soll (Stand Juni 2013). Etwas südlich des Ortes fließt der gleichnamige Fluss Cassibile, den die Griechen Kakyparis nannten.
Auf dem Gebiet von Cassibile gibt es Spuren von Siedlungen seit der Bronzezeit. Die Grotta Monello liegt in Cassibile. 
Am 3. September 1943 wurde in Cassibile der Waffenstillstand von Cassibile zwischen dem Königreich Italien und den Alliierten unterzeichnet.